# Devario
Devario — рід риб родини данієвих невеликого (від 5 до 15 см) розміру. Багато видів раніше відносились до роду Danio (Даніо), а тому багато представників цього роду носять назву даніо. Типовим представником, добре відомим в акваріумістиці, є, наприклад, даніо малабарський. На відміну від роду Даніо, представники роду Devario більші за розміром, мають короткі вусики (або вони зовсім відсутні) та більш глибоке (заокруглене в районі грудей) тіло.

## Види
Рід включає такі види:
- Devario acrostomus (Fang & Kottelat, 1999)
- Devario acuticephala (Hora, 1921)
- Devario aequipinnatus (McClelland, 1839)
- Devario affinis (Blyth, 1860)
- Devario ahlanderi Kullander & Norén, 2022
- Devario annandalei (Chaudhuri, 1908)
- Devario anomalus Conway, Mayden & Tang, 2009
- Devario apogon (Chu, 1981)
- Devario apopyris (Fang & Kottelat, 1999)
- Devario assamensis (Barman, 1984)
- Devario auropurpureus (Annandale, 1918)
- Devario browni (Regan, 1907)
- Devario chrysotaeniatus (Chu, 1981)
- Devario coxi Kullander, Rahman, Norén & Mollah, 2017
- Devario deruptotalea Ramananda & Vishwanath, 2014
- Devario devario (Hamilton, 1822)
- Devario fangae Kullander, 2017
- Devario fangfangae (Kottelat, 2000)
- Devario fraseri (Hora, 1935)
- Devario gibber (Kottelat, 2000)
- Devario horai (Barman, 1983)
- Devario interruptus (Day, 1870)
- Devario kakhienensis (Anderson, 1879)
- Devario kysonensis (Nguyễn, Nguyễn & Mùa, 2010)
- Devario laoensis (Pellegrin & Fang, 1940)
- Devario leptos (Fang & Kottelat, 1999)
- Devario maetaengensis (Fang, 1997)
- Devario malabaricus (Jerdon, 1849) — Малабарський даніо
- Devario manipurensis (Barman, 1987)
- Devario memorialis Sudasinghe, Pethiyagoda & Meegaskumbura, 2020
- Devario micronema (Bleeker, 1863)
- Devario monticola Batuwita, de Silva & Udugampala, 2017
- Devario myitkyinae Kullander, 2017
- Devario naganensis (Chaudhuri, 1912)
- Devario neilgherriensis (Day, 1867)
- Devario ostreographus (McClelland, 1839)
- Devario pathirana (Kottelat & Pethiyagoda, 1990)
- Devario peninsulae (Smith, 1945)
- Devario pullatus Kottelat, 2020
- Devario quangbinhensis (Nguyen, Le & Nguyen, 1999)
- Devario regina (Fowler, 1934)
- Devario salmonatus (Kottelat, 2000)
- Devario shanensis (Hora, 1928)
- Devario sondhii (Hora & Mukerji, 1934)
- Devario spinosus (Day, 1870)
- Devario strigillifer (Myers, 1924)
- Devario subviridis Kottelat, 2020
- Devario suvatti (Fowler, 1939)
- Devario xyrops Fang & Kullander, 2009
- Devario yuensis (Arunkumar & Tombi Singh, 1998)